# The Seeds of Death
The Seeds of Death (Les graines de la mort) est le quarante-huitième épisode de la première série de la série télévisée britannique de science-fiction Doctor Who, diffusé pour la première fois en six parties hebdomadaires du 25 janvier au 1er mars 1969. Cet épisode marque la seconde apparition des guerriers de glaces.

## Accroche
Dans un XXIe siècle futuriste, les transports terriens se font grâce au T-Mat, un système de téléportation officiant depuis la Lune. Mais la station principale est prise en otage par des Guerriers des Glaces, dans une tentative de transformer la Terre en une nouvelle Mars.

## Casting
- Patrick Troughton — Le Docteur
- Frazer Hines — Jamie McCrimmon
- Wendy Padbury — Zoe Heriot
- Ronald Leigh-Hunt (en) — Le commandant Radnor
- Louise Pajo (en) — Gia Kelly
- Philip Ray (en) — Le professeur Eldred
- Terry Scully (en) — Fewsham
- Ric Felgate — Brent
- Harry Towb (en) — Osgood
- Christopher Coll — Phipps
- Martin Cort — Locke
- Hugh Morton — Sir James Gregson
- Derrick Slater — Le garde
- John Witty (en) — Voix de l'ordinateur
- Alan Bennion (en) — Slaar
- Graham Leaman — Le grand Maréchal
- Steve Peters, Tony Harwood, Sonny Caldinez (en) — Les Guerriers de glaces

## Résumé
À la fin du XXIe siècle, un système de téléportation appelé le "T-Mat" remplace toute forme de transport, permettant aux gens et aux objets de se déplacer instantanément sur la Terre, amenant l'homme à cesser de s'occuper de l'exploration spatiale. Le Docteur, Jamie McCrimmon et Zoe Heriot arrivent dans un musée terrien dirigé par le professeur Daniel Eldred et consacré au transport et notamment celui des fusées. Au même moment, sur la Lune, la station dirigeant le T-Mat est défaillante et ne répond plus. Sans moyen de communication avec la lune et sans possibilité d'y accéder par T-Mat, le Commandant Radnor et son assistante Gia Kelly demandent au professeur Eldred de les aider. Il possède une fusée construite par ses soins dans l'espoir de relancer la conquête spatiale. En l'absence d'astronautes entrainés, le Docteur et ses compagnons se portent volontaire pour voyager sur la fusée.
Sur la lune, la station relais est victime d'une prise d'otage. Face à cette menace, le contrôleur Osgood a saboté le système afin de prévenir toute utilisation de la part des envahisseurs. Ayant été tué, ses assistants (Fewsham, Phipps et Locke) sont contraints de devoir le réparer sous la menace des envahisseurs. Alors que Phipps panique, Locke tente d'envoyer un message de secours vers la Terre et se fait tuer. Les envahisseurs se révèlent être des guerriers de glaces tentant de prendre la base en otage afin de s'en servir de point stratégique pour l'invasion de la Terre. Fewsham répare le T-mat, ce qui permet à miss Kelly de se téléporter à l'intérieur. Inconsciente du danger, elle l'aide à réparer le système avant de se faire capturer par les guerriers, qui ont dorénavant la mainmise sur les transports par T-Mat.
Après un voyage chaotique, le Docteur et ses compagnons arrivent en fusée sur la lune et ils entrent en contact avec Phipps caché dans la base lunaire qui les informe de la situation. Laissant Zoe et Jamie à l'intérieur de la fusée, le Docteur rejoint Phipps. Il tente ensuite d'explorer la station mais il se fait surprendre par les guerriers et notamment leur chef, le Commandant Slaar. Le Docteur explique qu'il peut se rendre utile auprès d'eux et le plan des guerriers de mars commence à se mettre en place. Ils souhaitent l'utiliser pour envoyer des spores d'une sorte de champignon aux quatre coins de la Terre. Une fois développé, le champignon va aspirer l'atmosphère terrienne rendant la planète inhabitable pour les humains et accessible pour les martiens. Un de ces champignons est envoyé sur Terre et explose, tuant un des techniciens sous les yeux de Radnor et Eldred. Les champignons se multiplient sur terre et touchent de plus en plus de gens via les T-Mat.
Radnor établit cependant que ceux-ci doivent être déposés dans l'hémisphère nord du globe où les pays sont en hiver. Les guerriers des glaces utilisent le T-Mat pour permettre à la météorologie humaine de changer et permettre l'accroissement des champignons. Sur la lune, Miss Kelly et Phipps tentent d'aider Zoe et Jamie à secourir le Docteur des guerriers des glaces, mais dans une tentative de le libérer, Phipps est tué. Les guerriers repartent alors sur leur navette afin de décider de leur prochaine opération d'invasion, ce qui laisse aux otages de la station la possibilité de se libérer. Seul Fewsham, qui est passé pour un traître auprès de l'équipe, reste.
La première action du Docteur sur Terre est d'étudier les spores, la raison de leur explosion et il arrive à en déduire qu'il suffit d'eau pour les faire disparaître. Cela explique pourquoi les guerriers ont pris le contrôle de la station météo de la Terre, afin d'empêcher la pluie d'arriver. Le Docteur et ses compagnons réussissent à reprendre le contrôle de celle-ci malgré la présence d'un des guerriers et détruisent l'étrange mousse qui commençait à envahir la planète.
Fewsham fait semblant d'aider les guerriers et réussit à duper Slaar en retransmettant une conversation dans laquelle ceux-ci expliquent qu'une flotte martienne est prête à foncer droit sur la Lune et qu'un signal radiophonique les guide. La ruse de Fewsham est découverte et il est tué. Ayant connaissance de leur plan, le Docteur envoie une fausse sonde censée guider la flotte des guerriers des glaces vers le soleil. Mais pour cela, il faut supprimer le signal envoyé depuis la lune et le Docteur prend le risque de se téléporter là bas. Il est confronté à Slaar mais réussit à subtiliser le signal. Slaar est furieux lorsqu'il apprend que son plan a échoué. Prêt à tuer le Docteur, il est mis en déroute par l'intervention de Jamie qui s'est téléporté à son tour.
Les choses reviennent à leur place et tandis que les humains se demandent s'il faut utiliser le T-Mat à foison comme avant, le Docteur retrouve le TARDIS avec Zoe et Jamie.

## Continuité
- On revoit les Ice Warriors, les guerriers de glaces vus dans l'épisode « The Ice Warriors. » Contrairement à cet épisode où ils sont appelés ainsi car ils ont été prisonnier dans de la glace, ils se font appeler ainsi à cause de la froideur de la planète Mars. Cet épisode fait apparaître un système hiérarchique chez eux : les guerriers étant sous la direction des "Ice Lords" (seigneurs de glaces) qui sont eux-mêmes dirigés par le Grand Marshall (le grand maréchal).
- « The Daleks' Master Plan » voyait aussi les êtres humains faire des recherches sur la téléportation.
- On retrouve les stations météorologiques permettant de contrôler le temps telle qu'elles sont montrées dans « The Moonbase » et « The Ice Warriors. »
- Le Docteur explique qu'il ne peut pas se rendre sur la Lune car il ne contrôle pas le TARDIS et pourrait se retrouver à des millions d'années lumières ou des millions de kilomètres. Cette explication a sans doute été rajoutée pour éviter des facilités de scénario, tel qu'utiliser le TARDIS a volonté. Plus tard dans la série, on verra que le Docteur est capable d'utiliser le TARDIS avec précision.

## Production

### Scénarisation
Dès la diffusion de « The Ice Warriors » à la fin de l'année 1967, Peter Bryant fera appel à Brian Hayles pour qu'il réécrive un épisode mettant en scène les guerriers des glaces. Ceux-ci étaient ressortit assez populaire après le premier épisode les mettant en scène et la série pouvait faire des économies de costume en réutilisant ceux fait dans l'épisode de 1967. Le 2 février 1968, Hayles fut donc engagé pour écrire un scénario du nom provisoire de The Lords Of The Red Planet”. Ce scénario ne plut pas à la production et il fallut attendre le mois de juin pour que celui-ci remodifie totalement son script pour donner celui de "The Seeds Of Death" qui fut officiellement commandé le 28 août 1968 avec l'obligation d'écrire un "trou" dans l'intrigue du Docteur pour que Patrick Troughton puisse prendre congé durant le tournage de la quatrième partie (ce qui explique pourquoi le Docteur est enlevé et capturé durant cet épisode.)
De nombreux changements ont eu lieu dans le script : à l'origine, Kelly était un homme et Brent une femme. Les "Ice Lords" devaient être plus humanoïdes que les guerriers et Slaar devait avoir un supérieur nommé Visek. Les spores martiens devaient exploser en quatre semaines (au lieu d'exploser instantanément) et leur destruction devait être rendu possible grâce à l'oxygène (et non simplement l'eau.) De plus, à l'époque de l'écriture du scénario, il était question que Frazer Hines quitte la série et l'épisode était écrit originellement avec un autre compagnon du nom de Nik.
Vers le mois d'octobre, le script-éditor (le responsable des scénarios de la série) Derrick Sherwin tente de devenir producteur de la série à la suite de Peter Bryant et le nouveau script-éditor Terrance Dicks n'aime pas vraiment le scénario. Hayles explique qu'il a des problèmes pour réécrire une histoire avec le personnage de Jamie ainsi que pour faire partir le Docteur durant l'épisode 4. Dicks reprendra le scénario en main et réécrira lui-même les quatre dernières parties sans être crédité au scénario. Une intrigue secondaire dans laquelle Kelly est contrôlée par les guerriers des glaces est supprimée et la flotte martienne n'est mentionnée que dans la dernière partie. De plus, dans une ligne, le personnage d'Eldred devait affirmer être le premier à avoir envoyé un homme sur la lune, mais le dialogue fut enlevé par peur du ridicule si la NASA effectue le premier alunissage durant la diffusion (ce qui arrivera en juillet 1969.)

### Casting
- Alan Bennion rejouerait deux autres « Ice Lord », Izlyr dans « The Curse of Peladon » et Azaxyr dans « The Monster of Peladon »
- Sonny Caldinez, quant à lui, joue des rôles de guerriers des glaces dans tous les serials de la série classique les ayant fait apparaître, celui-ci inclus. Il a aussi joué le rôle de Kemel dans « The Evil of the Daleks »
- Ronald Leigh-Hunt (le commandant Radnor) jouerait le rôle du commandant Stevenson dans « Revenge of the Cybermen »
- Harry Towb later jouerait le rôle de McDermott dans « Terror of the Autons »

### Tournage
Le réalisateur assigné à cet épisode fut Michael Ferguson, déjà réalisateur sur l'épisode « The War Machines. » Les scènes de maquettes furent filmées le 13 décembre 1968 dans les studios de télévision d'Ealing et les scènes d'action, dans lesquels le Docteur se débat au milieu de la mousse, le 16. Le seul tournage en extérieur fut effectué le 19 à Hampstead Heath dans Londres avec des scènes où un guerrier des glaces se rapproche de la ville. Deux scènes supplémentaire de tournages de maquettes furent effectués dans les studios d'Ealing le 20 et 23 décembre.
Comme toujours, les épisodes furent répétés toute la semaine avant d'être enregistrés d'un seul tenant dans la journée du vendredi dans les studios D de Limegrove. Le tournage aurait dû débuter le 27 décembre, mais il fut déplacé au 3 janvier 1969 pour cause de vacances de noël. Le 7 janvier Patrick Troughton révéla à la presse qu'il quitterait la série à la fin de la saison et il prit une semaine de vacances prévu par son planning pour le tournage du 24 janvier. la cinquième partie fut filmée sur des bandes 35 mm au lieu des habituelles cassettes vidéo 16 mm. Le tournage se termina le 7 février 1969.

### Post Production
La plupart des parties commencent avec la Terre et la Lune l'une derrière l'autre et un zoom vers l'une ou l'autre sur laquelle se situe l'action.

## Diffusion et Réception
| Épisode | Date de diffusion | Durée | Téléspectateurs en millions | Archives            |
| --- | ----------------- | ----- | --------------------------- | ------------------- |
| Épisode 1 | 25 janvier 1969   | 23:11 | 6,6                         | Film 16 mm          |
| Épisode 2 | 1er février 1969  | 24:26 | 6,8                         | Film 16 mm          |
| Épisode 3 | 8 février 1969    | 24:10 | 7,5                         | Film 16 mm          |
| Épisode 4 | 15 février 1969   | 24:57 | 7,1                         | Film 16 mm          |
| Épisode 5 | 22 février 1969   | 24:56 | 7,6                         | Film 16 mm et 35 mm |
| Épisode 6 | 1er mars 1969     | 24:31 | 7,7                         | Film 16 mm          |
| Diffusé en six parties du 25 janvier au 1er mars 1969, l'épisode fit entre 6,6 et 7,7 millions de téléspectateurs, un score dans la moyenne de la série |                   |       |                             |                     |

Afin de ne pas gâcher la surprise du retour des guerriers de glaces, le programme télévisé "Radio Times" utilisa le terme "alien" pour désigner les personnages dans le résumé et dans le générique.
À l'époque de la première diffusion de cet épisode, les retours sont assez peu enthousiastes et si deux personnes sur cinq sont emportées par l'histoire, le reste des téléspectateurs semble s'ennuyer. Les Guerriers des glaces restent moyennement moins appréciés que les Daleks ou les Cybermen.
Selon les critiques du livre Doctor Who, the Television Companion l'épisode ressemble à un remake de « The Ice Warriors » avec cette fois-ci, le T-Mat à la place de la station météo. Le Doctor Who Discontinuity Guide estime qu'il s'agit d'un épisode qui aurait pu être intéressant s'il n'avait pas été horriblement monté

## Novélisation
L'épisode fut novélisé sous le titre de "The Seeds of Death" par Terrance Dicks et sortit en juillet 1986 sous le numéro 112 de la collection Doctor Who des éditions Target Book. Aucune traduction n'en a été faite à ce jour.

## Édition VHS, CD et DVD
L'épisode n'a jamais été édité en français, mais a connu plusieurs éditions au Royaume-Uni, États-Unis et au Canada.
- L'épisode est ressorti un coffret VHS et en Betamax en 1985.
- L'épisode est sorti en DVD le 17 février 2003 avec une restauration. L'épisode fut choisi pour représenter la période Patrick Troughton à l'occasion des 40 ans de la série. Il inclut des commentaires audio de Frazer Hines et Wendy Padbury du réalisateur Michael Ferguson et du script-éditor Terrance Dicks, un documentaire sur les Guerriers des Glaces, quelques secondes retrouvés des épisodes « The Evil of the Daleks » « The Web of Fear » et « The Wheel in Space »
- Une réédition DVD Doctor Who: The Seeds of Death: Special Edition. est sortie en 2011 avec des documentaires supplémentaires et la bande annonce de la BBC.